# بنیامین کلولی
بنیامین کلولی (انگلیسی: Benjamin Kololli؛ زادهٔ ۱۵ مهٔ ۱۹۹۲) بازیکن فوتبال اهل سوئیس است که در حال حاضر برای باشگاه فوتبال بازل بازی می‌کند.
از باشگاه‌هایی که در آن بازی کرده است می‌توان به باشگاه فوتبال زوریخ، باشگاه فوتبال سیون، و باشگاه ورزشی یانگ بویز اشاره کرد.
وی همچنین در تیم ملی فوتبال بزرگسالان کوزوو بازی کرده است.